# Pillerseetal
Das Pillerseetal ist eine Talung im Bezirk Kitzbühel in Tirol an der Grenze zum Land Salzburg. Diese wurde nach dem dortigen Pillersee benannt.

## Geografie

### Abgrenzung
Das Pillerseetal wird im Osten von den Loferer Steinbergen sowie den Westausläufern der Leoganger Steinberge (Kirchel, Buchensteinwand) und im Westen vom Kirchbergstock (ebenfalls Gebirgsgruppe Leoganger und Loferer Steinberge) begrenzt. Im Süden grenzt das Tal an die Kitzbüheler Alpen. Dadurch liegt das Pillerseetal an der geologischen Grenze zwischen den nördlichen Kalkalpen und den aus Grauwacke aufgebauten Berggruppen der Schieferalpen (Tiroler Grasberge) im Süden. Die Bezeichnung Pillerseetal für dieses Gebiet ist neueren Ursprunges. Es ist heute damit nicht nur jenes Tal gemeint, das den Pillersee nach Waidring entwässert, sondern es wird inzwischen auch das Tal der Fieberbrunner Ache bis zum Leukental bei St. Johann in Tirol dazu gezählt. Diese Bezeichnung ist aus dem Namen der ehemaligen Hofmark Pillersee entstanden, welche einst die Gebiete der heutigen Gemeinden Hochfilzen, Fieberbrunn, St. Jakob in Haus und St. Ulrich am Pillersee umfasste.

### Hydrologie
Das Tal zeichnet sich wie die Nachbartäler durch eine prägnante Talwasserscheide bei Flecken (Gemeinde St. Ulrich) nahe St. Jakob in Haus aus, in der sich die beiden Flusstäler des Pillerseetals treffen:

Der Ast nach Norden entwässert über Grieselbach – Pillersee – Loferbach (Haselbach) zur Saalach/Salzach und wird durch die Öfenschlucht (Teufelsklamm) zum Strubtal des Loferbachs bei Waidring begrenzt. 
Das vom Grießenpass bis zur Gemeindegrenze zwischen Fieberbrunn und St. Johann in Tirol verlaufende Tal der Rothache – Fieberbrunner Ache (Pillerseeache) wird ebenfalls zum Pillerseetal gezählt. In St. Johann in Tirol mündet die Fieberbrunner Ache im Leukental in die Kitzbüheler Ache, die ab dieser Mündung Großache genannt wird. In Bayern wird sie Tiroler Achen genannt. Sie mündet in den Chiemsee, der über die Alz zum Inn entwässert wird. Der Grießenpass stellt den Übergang nach Osten ins salzburgische Leogang her.

### Gemeinden
Die Gemeinden des Pillerseetals sind:
- Fieberbrunn
- Hochfilzen
- St. Ulrich am Pillersee
- St. Jakob in Haus
- Waidring

Die fünf Gemeinden bilden den Planungsverband Pillerseetal des Landes Tirol mit 10.748 Einwohnern (Stand 1. Jänner 2025) und einer Fläche von 234,2 km² (davon 17,2 % Dauersiedlungsraum). Darüber hinaus besteht ein gemeinsames Regionalmanagement mit der benachbarten Salzburger Gemeinde Leogang.

## Tourismus
Das Tal wird sowohl im Sommer (Wandern, Radfahren, Baden, Klettern) als auch im Winter (Skilanglauf, Abfahrtslauf, Rodeln, Winterwandern) touristisch genutzt.
Das Jakobskreuz auf der Buchensteinwand wurde als neue touristische Attraktion am 27. Juli 2014 eingeweiht.

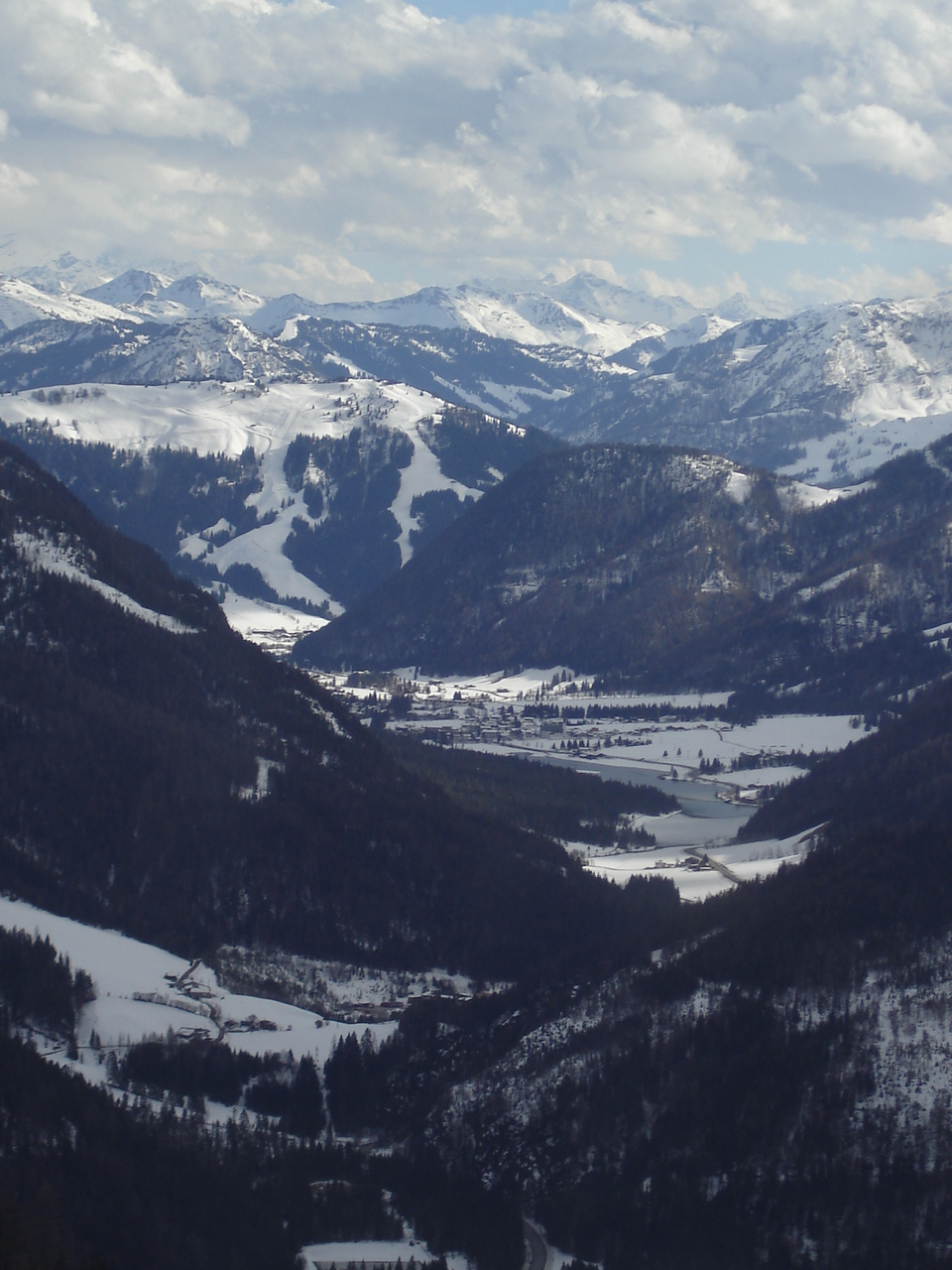
Pillersee im Winter
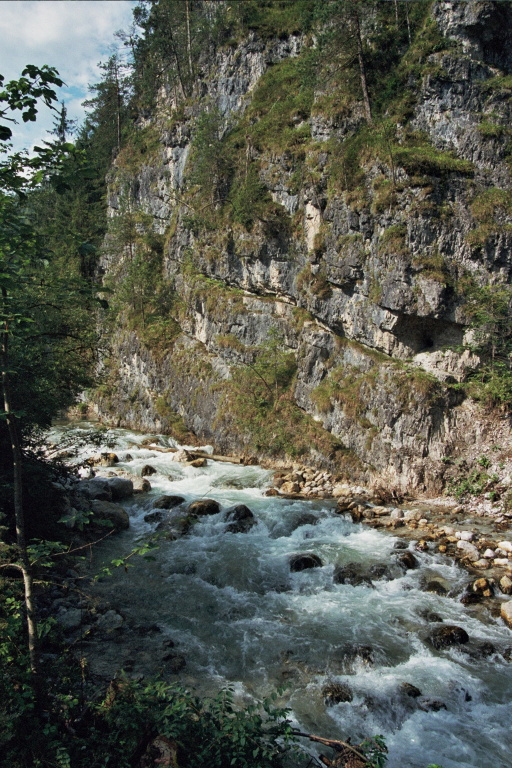
Haselbach in der Öfenschlucht
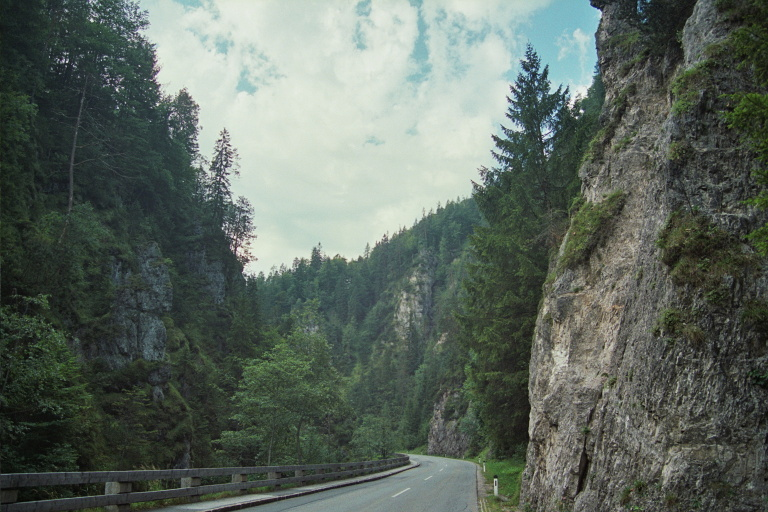
Öfenschlucht
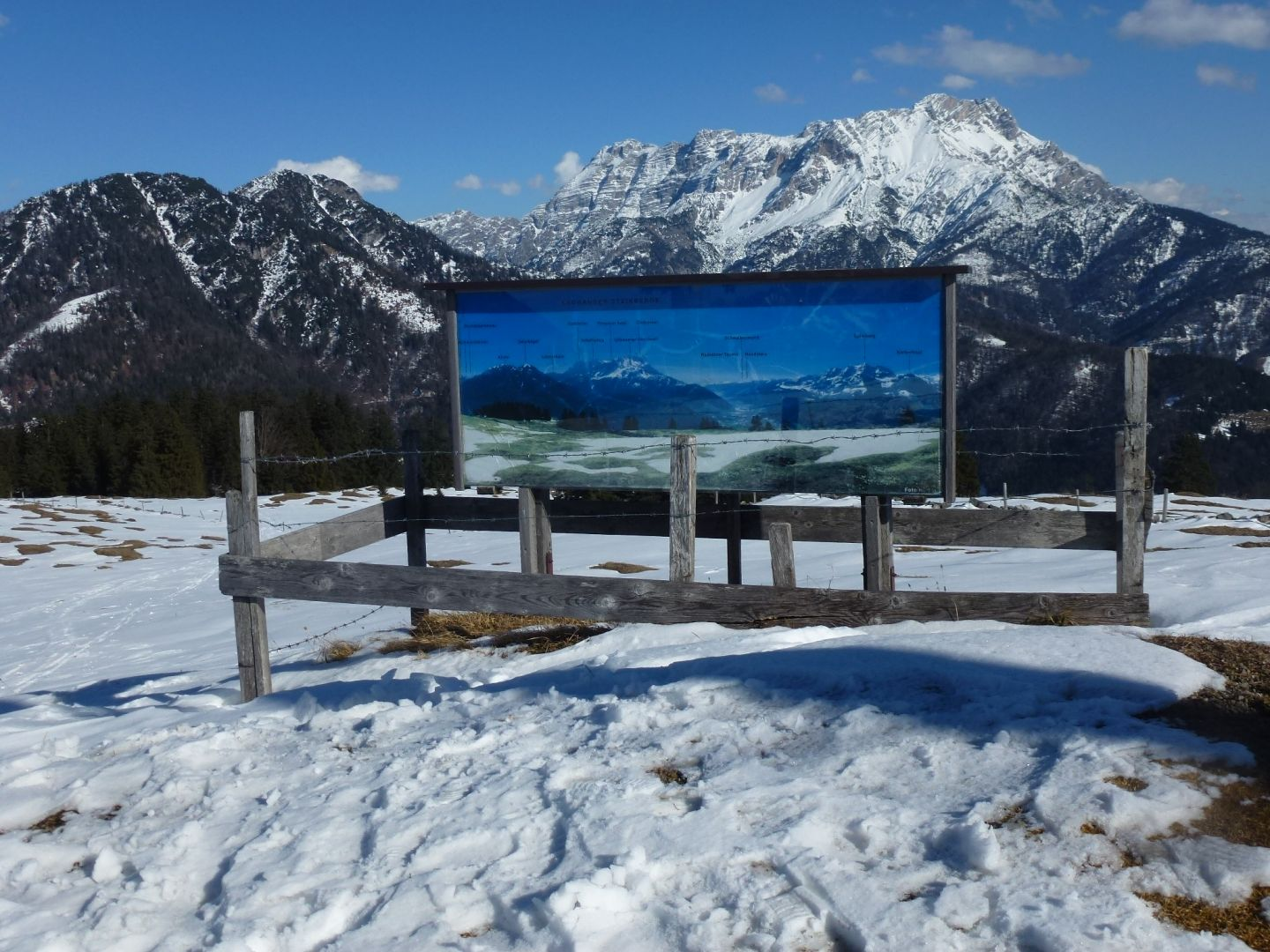
Buchensteinwand, Blick zu den Leoganger Steinbergen
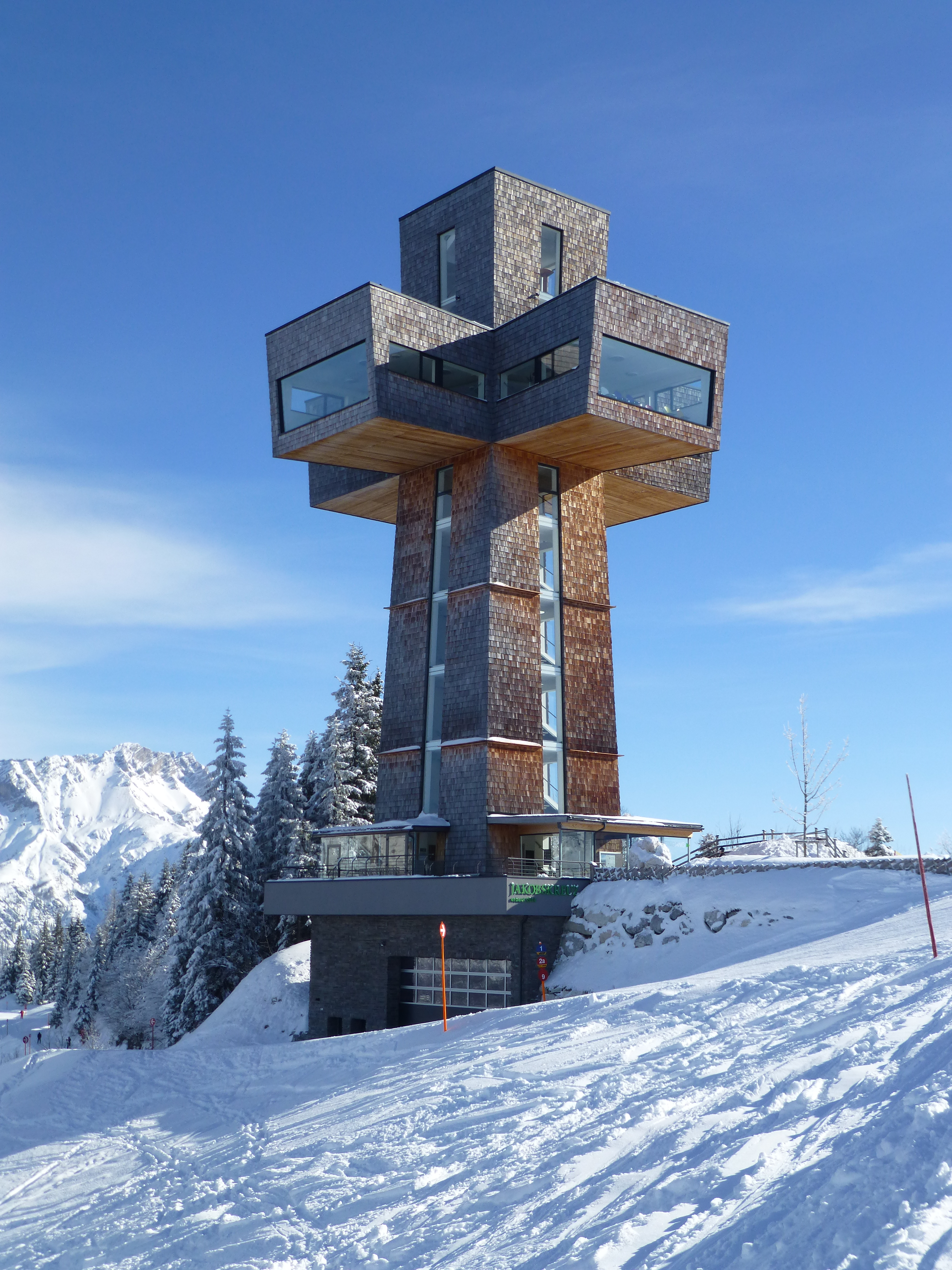
Jakobskreuz auf der Buchensteinwand

## Verkehr
Durchzogen wird der Südteil von der Hochkönigstraße (B 164) und der Salzburg-Tiroler-Bahn (beide von Saalfelden, erstere bis St. Johann, letztere nach Kitzbühel–Wörgl), nach Norden stellt die Pillerseestraße die Verbindung zur Loferer Straße (B 178, Kleines deutsches Eck–Wörgl) her.